# David Gilbert (snooker)
Pour les articles homonymes, voir David Gilbert et Gilbert.
David Brown Gilbert, né le 12 juin 1981 à Derby, est un joueur de snooker anglais.
Il a participé aux phases finales du championnat du monde à cinq reprises, et a notamment atteint le stade des demi-finales lors des éditions 2019 et 2024. Gilbert a aussi remporté un titre de classement au championnat de la ligue 2021, après avoir perdu ses quatre premières finales, et a réalisé trois breaks maximums en carrière (breaks de 147 points). Le deuxième qu'il a réalisé est d'autant plus surprenant puisqu'il s'agissait du symbolique 147e de l'histoire du snooker. En 2019, sa carrière prend un tournant lorsqu'il atteint son meilleur classement ; une 10e place.
Il est surnommé « The Angry Farmer », puisque avant d'être joueur de snooker professionnel, il exploitait sa plantation de pommes de terre familiale.

## Carrière

### Début de carrière difficile (2002-2014)
En 1999, Gilbert commence à jouer sur des tournois pour jeunes professionnels et amateurs ; Il évolue alors sur le circuit britannique, l'équivalent du circuit du challenge aujourd'hui. Il remporte la quatrième épreuve du circuit du challenge en 2002 face au Gallois Ryan Day, par 6 manches à 3. Gilbert passe alors professionnel pour deux saisons. Il perd ensuite son statut de professionnel pour la saison 2004-2005, avant de le redevenir la saison qui suit.
Il ne se révèle qu'en 2007, en se qualifiant pour la première fois pour les phases finales du championnat du monde. Il y affronte le septuple vainqueur de l'épreuve, Stephen Hendry. Malgré avoir mené 5-1, il sera battu sur le score de 10-7. Gilbert atteint ensuite les huitièmes de finale lors de l'Open du pays de Galles 2009, en battant notamment Mark Williams et Joe Perry. Il finit par s'incliner contre Mark Selby (5-1).
Lors de la saison 2011-2012, il atteint les phases finales du championnat du monde pour la seconde fois, triomphant sur Stuart Carrington, Jimmy Robertson, Mike Dunn et Fergal O'Brien lors des qualifications. Au premier tour, il affronte Martin Gould, alors 11e joueur mondial. Il réalise alors sa première victoire dans ce tournoi, par 10 manches à 8. Tout au long du match, Gilbert est plus solide ; il mène 6 à 2, puis 9 à 5. Il est finalement battu au deuxième tour par l'Australien Neil Robertson, sur le score de 13-9. Cette performance lui permet de passer de la 76e place du classement, à la 57e.
Gilbert a fait preuve de davantage de consistance lors de la saison 2013-2014 ; après une saison 2012-2013 assez terne. Il atteint notamment les demi-finales de l'Open de Rotterdam, sur le circuit européen, en éliminant notamment Ryan Day et Stephen Maguire. Il succombe finalement contre Mark Selby par 4 frames à 3. Ses bons résultats lui permettent de participer aux finales du circuit européen, tournoi où il obtient sa revanche sur Selby en le battant 4-0 au premier tour. Il s'incline ensuite contre Joe Perry (4-1). En toute fin de saison, Gilbert se qualifie pour les phases finales du championnat du monde pour la troisième fois de sa carrière. Il y est finalement défait par Barry Hawkins au premier tour 10-4.

### Révélation (2015-2017)

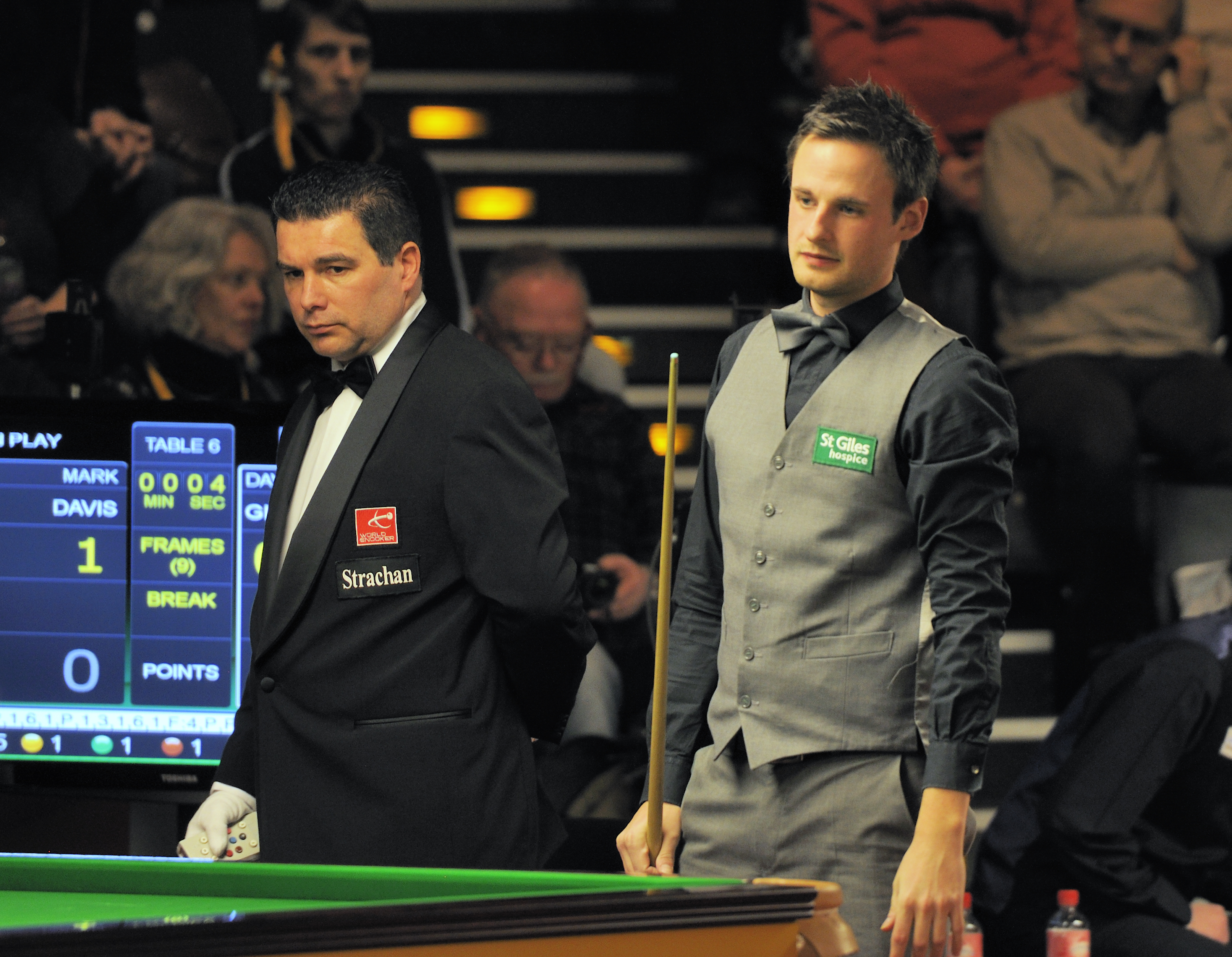
Ben Williams (à gauche) et David Gilbert (à droite).

Gilbert commence sa saison 2015-2016 en atteignant les demi-finales de l'open de la Ruhr, un tournoi mineur du circuit européen. Il s'y incline contre un joueur pourtant à sa portée ; Tian Pengfei, en manche décisive et malgré un tableau très ouvert en fin de tournoi. Il poursuit sur sa bonne forme en atteignant pour la première fois de sa carrière une finale d'un tournoi  classé majeur, à l'occasion du championnat International en Chine. Pour ce faire, il écarte de sa route Ryan Day, Marco Fu et Thepchaiya Un-Nooh. Malgré une première session accrochée en finale, c'est John Higgins qui s'impose par 10 manches à 5. Gilbert empoche alors 65 000 £ et culmine à la 21e place mondiale. Lors du championnat de la ligue, il réalise son premier break maximum de 147 points face à Xiao Guodong.
Gilbert se qualifie une quatrième fois pour les phases finales du championnat du monde, battant Rhys Clark, Lee Walker et Jack Lisowski lors des qualifications. Il perd finalement 10-7 face à Ronnie O'Sullivan, malgré un taux d'empochage à plus de 90% lors de son match.
En 2016-2017, Il atteint deux quarts de finale en tournois classés, lors de l'Open mondial 2016 et lors du Shoot-Out 2017. Lors du championnat du Royaume-Uni 2016, David Gilbert parvient à se hisser jusqu'en huitième de finale, mais est battu par Jamie Jones (6 à 2). À l'occasion des matchs qualificatifs pour les championnats du monde, Gilbert inscrit un record insolite ; il partage avec Fergal O'Brien le record de la partie la plus longue de snooker jamais disputée, soit deux heures et trois minutes, lors de la manche décisive du 3e tour des qualifications (qu'il a perdu par ailleurs).
La saison suivante, Gilbert atteint les quarts de finale lors de trois tournois consécutifs : l'Open mondial, le championnat du monde de snooker à six billes rouges et l'Open d'Inde. 

### Meilleures années (depuis 2018)
Gilbert atteint sa seconde finale d'un tournoi classé majeur à l'Open mondial 2018, à Yushan, toujours en Chine. Il écarte plusieurs membres du top 16, dont Ali Carter et Barry Hawkins. Dominateur pendant pratiquement toute la finale, il parvient à mener par 9 à 5. Il subit cependant une défaite, faisant face à une remontée du triple champion du monde, Mark Williams. À la suite de ce tournoi, Gilbert empoche 75 000 £ et se rapproche à nouveau de la 20e place mondiale. Dans le groupe cinq du championnat de la ligue, Gilbert réalise le très symbolique 147e break maximum de l'histoire du snooker professionnel, son deuxième en carrière. En novembre, il échoue en quart de finale de l'Open d'Irlande du Nord, contre Ronnie O'Sullivan. Gilbert dispute sa troisième finale en tournoi de classement lors du Masters d'Allemagne. Il écarte notamment Mark Selby et Neil Robertson, mais il s'incline 9-7 face à Kyren Wilson en finale. Une fois de plus, il peut s'en vouloir puisqu'il menait 7 à 5 en finale. Il intègre alors le top 16 mondial, étant classé à la 16e place.

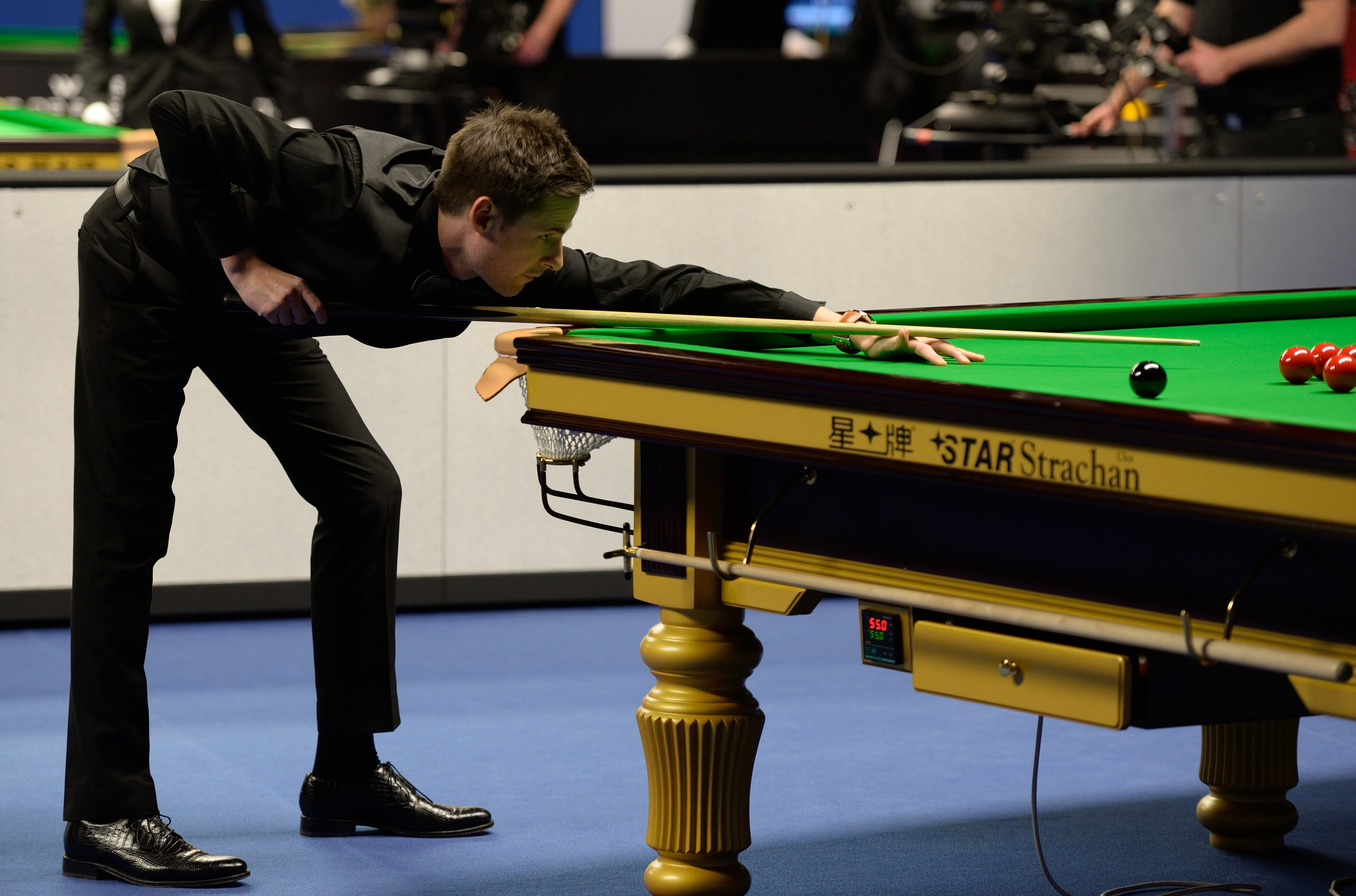
David Gilbert en 2015.

Lors du championnat du monde, il bat Joe Perry au premier tour (10-7), le champion du monde en titre, Mark Williams (13-9) au second tour et Kyren Wilson (13-8) en quart de finale. Gilbert atteint donc les demi-finales pour la toute première fois de sa carrière au Crucible Theatre. Il y affronte alors le très expérimenté John Higgins. Il mène pendant la majorité de la rencontre, sur les scores de 8-3, 10-6 et 16-15, avant de s'incliner en manche décisive par 17 manches à 16. Il remporte tout de même la somme de 100 000 £ et termine la saison à la 12e place mondiale, son meilleur classement en carrière.
Gilbert atteint la finale de l'Open d'Angleterre 2019, en battant plusieurs joueurs du top 32 mondial lors de son parcours. Il est cependant largement dominé par Mark Selby, sur le score de 9 manches à 1, ce dernier n'ayant manqué que sept empochages lors de la finale. Lors du troisième volet des Home Nations Series, Gilbert obtient de nouveau de bons résultats en se hissant en demi-finale, écartant Shaun Murphy en huitième de finale et le numéro un mondial, Judd Trump, en quart. Son parcours s'arrête encore une fois entre les mains de Mark Selby, 6 à 1.
Pour la première fois de sa carrière, Gilbert participe au très prestigieux Masters. Il étonne en écartant tour à tour Mark Allen et Stephen Maguire, habitués du tournoi. Il réalise par ailleurs le meilleur break de la compétition avec une série de 144 points. Il est cependant dominé par le futur vainqueur, Stuart Bingham, perdant une douzième confrontation en autant de rencontres face au champion du monde 2015.
En janvier 2021, David Gilbert se retrouve en demi-finale du Masters pour la deuxième année consécutive, où il domine successivement Joe Perry et Kyren Wilson. Il y est défait par John Higgins (6-4). Toutefois, ses résultats sur les tournois de classement ne sont pas assez convaincants. Auteur d'un seul quart de finale cette saison lors du Shoot-Out, Gilbert rétrograde au 23e rang du classement. Ses résultats s'améliorent en été puisqu'il remporte le championnat de la ligue en dominant Mark Allen (3-1) en finale. Il s'agit du premier tournoi classé de l'Anglais en 22 ans de carrière, après avoir perdu en finale à quatre reprises,. Gilbert passe les deux premières étapes sans accroc, puisqu'il remporte ses six matchs en ne concédant qu'une seule manche. Lors de la troisième étape, il chute face à Cao Yupeng, puis s'impose face à Ryan Day et Ali Carter. Il enchaîne avec un quart de finale à l'Open de Grande-Bretagne, dès la semaine suivante.
En avril 2024, contre toute attente, Gilbert se hisse en demi-finale du championnat du monde pour la deuxième fois de sa carrière, après avoir dû passer par les qualifications. Au premier tour, il élimine le tenant du titre Luca Brecel en manche décisive, après avoir sauvé trois manches de match contre lui. Il domine ensuite Robert Milkins (13-4) et Stephen Maguire (13-8),. Dans une demi-finale plus qu'ouverte contre Kyren Wilson, Gilbert s'écroule mentalement alors qu'il faisait jeu égal dans la première partie de la rencontre ; défaite 17-11.
Gilbert compile un troisième break maximum lors du championnat de la ligue 2025. 

## Résultats dans les tournois

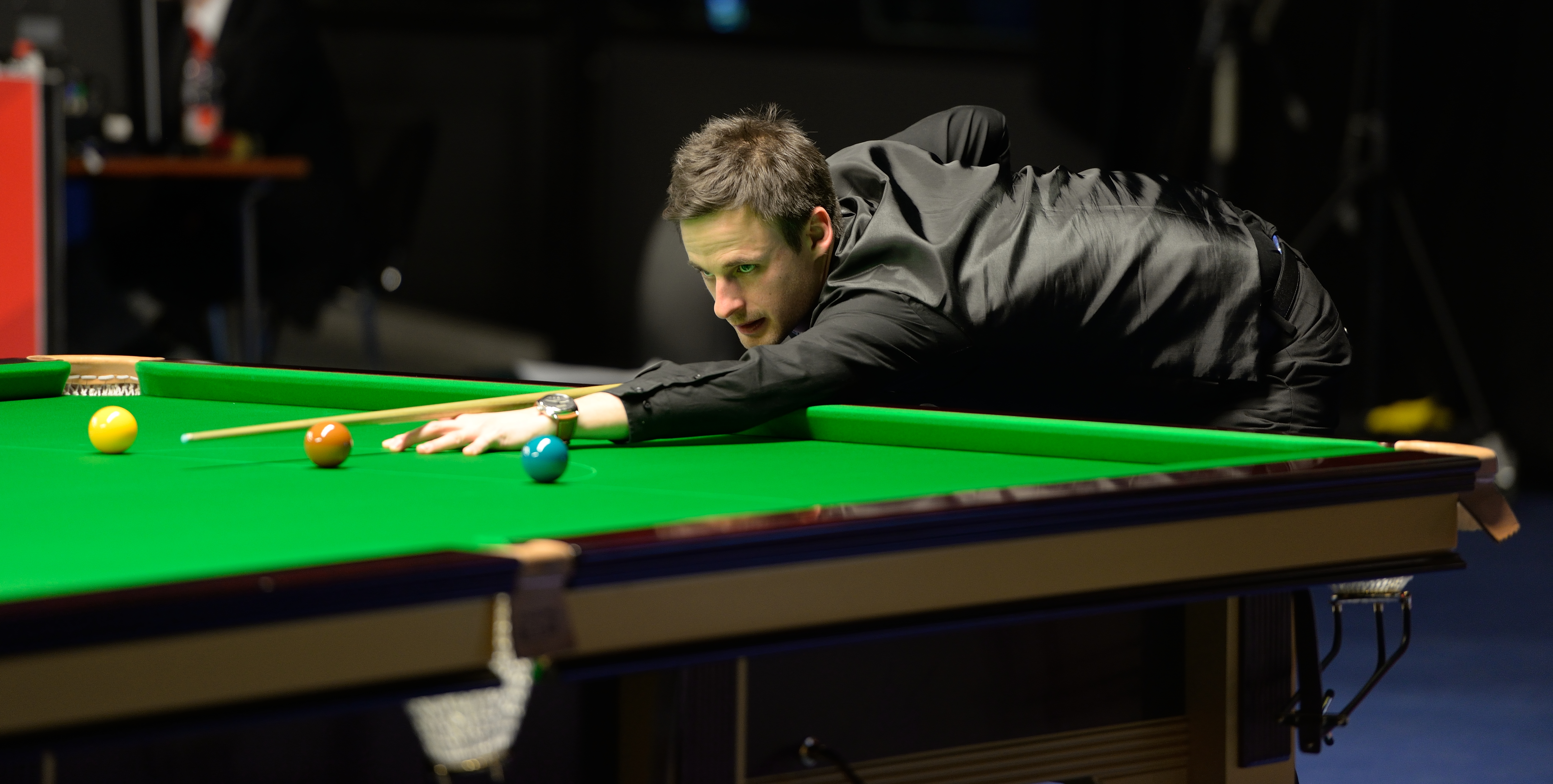
David Gilbert (2015).

| Classement                               | [ nb 1 ]             | 84                   | 83                   | [ nb 1 ]             | 66                   | 45                   | 43                   | 51                   | 55                    | 76                    | 57                    | 41                    | 37                    | 35                    | 22                 | 19                 | 27                 | 12                 | 11               |                  |                  |                  |                  |                  |                  |                  |                  |                  |                  |                  |                  |                  |                  |                  |                  |                  |                  |                  |                  |                  |                  |                  |                  |                |
| Tournois classés                         |                      |                      |                      |                      |                      |                      |                      |                      |                       |                       |                       |                       |                       |                       |                    |                    |                    |                    |                  |                  |                  |                  |                  |                  |                  |                  |                  |                  |                  |                  |                  |                  |                  |                  |                  |                  |                  |                  |                  |                  |                  |                  |                  |                |
| Masters d'Europe                         | DQ                   | DQ                   | A                    | DQ                   | DQ                   | NC                   | Tournoi non tenu     | Tournoi non tenu     | Tournoi non tenu      | Tournoi non tenu      | Tournoi non tenu      | Tournoi non tenu      | Tournoi non tenu      | Tournoi non tenu      | 1T                 | 3T                 | 1T                 | DQ                 | 3T               |                  |                  |                  |                  |                  |                  |                  |                  |                  |                  |                  |                  |                  |                  |                  |                  |                  |                  |                  |                  |                  |                  |                  |                  |                |
| Open d'Angleterre                        | Tournoi non tenu     | Tournoi non tenu     | Tournoi non tenu     | Tournoi non tenu     | Tournoi non tenu     | Tournoi non tenu     | Tournoi non tenu     | Tournoi non tenu     | Tournoi non tenu      | Tournoi non tenu      | Tournoi non tenu      | Tournoi non tenu      | Tournoi non tenu      | Tournoi non tenu      | 3T                 | 2T                 | 2T                 | F                  | 1T               |                  |                  |                  |                  |                  |                  |                  |                  |                  |                  |                  |                  |                  |                  |                  |                  |                  |                  |                  |                  |                  |                  |                  |                  |                |
| Championnat de la ligue                  | Tournoi non existant | Tournoi non existant | Tournoi non existant | Tournoi non existant | Tournoi non existant | Tournoi non classé   | Tournoi non classé   | Tournoi non classé   | Tournoi non classé    | Tournoi non classé    | Tournoi non classé    | Tournoi non classé    | Tournoi non classé    | Tournoi non classé    | Tournoi non classé | Tournoi non classé | Tournoi non classé | Tournoi non classé | 2T               |                  |                  |                  |                  |                  |                  |                  |                  |                  |                  |                  |                  |                  |                  |                  |                  |                  |                  |                  |                  |                  |                  |                  |                  |                |
| Masters de Riga                          | Tournoi non tenu     | Tournoi non tenu     | Tournoi non tenu     | Tournoi non tenu     | Tournoi non tenu     | Tournoi non tenu     | Tournoi non tenu     | Tournoi non tenu     | Tournoi non tenu      | Tournoi non tenu      | Tournoi non tenu      | Tournoi non tenu      | CM                    | CM                    | 3T                 | 1T                 | 1T                 | DQ                 |                  |                  |                  |                  |                  |                  |                  |                  |                  |                  |                  |                  |                  |                  |                  |                  |                  |                  |                  |                  |                  |                  |                  |                  |                  |                |
| Championnat international                | Tournoi non tenu     | Tournoi non tenu     | Tournoi non tenu     | Tournoi non tenu     | Tournoi non tenu     | Tournoi non tenu     | Tournoi non tenu     | Tournoi non tenu     | Tournoi non tenu      | Tournoi non tenu      | DQ                    | 2T                    | 2T                    | F                     | 1T                 | 1T                 | 3T                 | 3T                 |                  |                  |                  |                  |                  |                  |                  |                  |                  |                  |                  |                  |                  |                  |                  |                  |                  |                  |                  |                  |                  |                  |                  |                  |                  |                |
| Championnat de Chine                     | Tournoi non tenu     | Tournoi non tenu     | Tournoi non tenu     | Tournoi non tenu     | Tournoi non tenu     | Tournoi non tenu     | Tournoi non tenu     | Tournoi non tenu     | Tournoi non tenu      | Tournoi non tenu      | Tournoi non tenu      | Tournoi non tenu      | Tournoi non tenu      | Tournoi non tenu      | NC                 | 2T                 | 1T                 | QF                 |                  |                  |                  |                  |                  |                  |                  |                  |                  |                  |                  |                  |                  |                  |                  |                  |                  |                  |                  |                  |                  |                  |                  |                  |                  |                |
| Open mondial                             | DQ                   | DQ                   | A                    | DQ                   | DQ                   | DQ                   | 1T                   | DQ                   | DQ                    | DQ                    | 1T                    | 1T                    | Non tenu              | Non tenu              | QF                 | QF                 | F                  | QF                 |                  |                  |                  |                  |                  |                  |                  |                  |                  |                  |                  |                  |                  |                  |                  |                  |                  |                  |                  |                  |                  |                  |                  |                  |                  |                |
| Open d'Irlande du Nord                   | Tournoi non tenu     | Tournoi non tenu     | Tournoi non tenu     | Tournoi non tenu     | Tournoi non tenu     | Tournoi non tenu     | Tournoi non tenu     | Tournoi non tenu     | Tournoi non tenu      | Tournoi non tenu      | Tournoi non tenu      | Tournoi non tenu      | Tournoi non tenu      | Tournoi non tenu      | 3T                 | 4T                 | QF                 | 1T                 |                  |                  |                  |                  |                  |                  |                  |                  |                  |                  |                  |                  |                  |                  |                  |                  |                  |                  |                  |                  |                  |                  |                  |                  |                  |                |
| Championnat du Royaume-Uni               | DQ                   | DQ                   | A                    | DQ                   | DQ                   | DQ                   | DQ                   | DQ                   | DQ                    | DQ                    | DQ                    | 1T                    | 3T                    | 3T                    | 4T                 | 2T                 | 3T                 | 1T                 |                  |                  |                  |                  |                  |                  |                  |                  |                  |                  |                  |                  |                  |                  |                  |                  |                  |                  |                  |                  |                  |                  |                  |                  |                  |                |
| Open d'Écosse                            | 1T                   | DQ                   | Tournoi non tenu     | Tournoi non tenu     | Tournoi non tenu     | Tournoi non tenu     | Tournoi non tenu     | Tournoi non tenu     | Tournoi non tenu      | Tournoi non tenu      | CM                    | Non tenu              | Non tenu              | Non tenu              | 1T                 | 1T                 | 2T                 | DF                 |                  |                  |                  |                  |                  |                  |                  |                  |                  |                  |                  |                  |                  |                  |                  |                  |                  |                  |                  |                  |                  |                  |                  |                  |                  |                |
| Masters d'Allemagne                      | Tournoi non tenu     | Tournoi non tenu     | Tournoi non tenu     | Tournoi non tenu     | Tournoi non tenu     | Tournoi non tenu     | Tournoi non tenu     | Tournoi non tenu     | DQ                    | DQ                    | DQ                    | 1T                    | 1T                    | DQ                    | 2T                 | 1T                 | F                  | DQ                 |                  |                  |                  |                  |                  |                  |                  |                  |                  |                  |                  |                  |                  |                  |                  |                  |                  |                  |                  |                  |                  |                  |                  |                  |                  |                |
| Grand Prix Mondial                       | Tournoi non tenu     | Tournoi non tenu     | Tournoi non tenu     | Tournoi non tenu     | Tournoi non tenu     | Tournoi non tenu     | Tournoi non tenu     | Tournoi non tenu     | Tournoi non tenu      | Tournoi non tenu      | Tournoi non tenu      | Tournoi non tenu      | NC                    | 1T                    | 1T                 | 1T                 | QF                 | 1T                 |                  |                  |                  |                  |                  |                  |                  |                  |                  |                  |                  |                  |                  |                  |                  |                  |                  |                  |                  |                  |                  |                  |                  |                  |                  |                |
| Open du pays de Galles                   | DQ                   | DQ                   | A                    | DQ                   | 2T                   | 1T                   | 2T                   | DQ                   | DQ                    | DQ                    | DQ                    | 2T                    | 1T                    | 2T                    | 1T                 | 1T                 | 1T                 | 1T                 |                  |                  |                  |                  |                  |                  |                  |                  |                  |                  |                  |                  |                  |                  |                  |                  |                  |                  |                  |                  |                  |                  |                  |                  |                  |                |
| Shoot-Out                                | Tournoi non tenu     | Tournoi non tenu     | Tournoi non tenu     | Tournoi non tenu     | Tournoi non tenu     | Tournoi non tenu     | Tournoi non tenu     | Tournoi non tenu     | Tournoi non classé    | Tournoi non classé    | Tournoi non classé    | Tournoi non classé    | Tournoi non classé    | Tournoi non classé    | QF                 | 2T                 | 2T                 | 1T                 |                  |                  |                  |                  |                  |                  |                  |                  |                  |                  |                  |                  |                  |                  |                  |                  |                  |                  |                  |                  |                  |                  |                  |                  |                  |                |
| Championnat des joueurs                  | Tournoi non tenu     | Tournoi non tenu     | Tournoi non tenu     | Tournoi non tenu     | Tournoi non tenu     | Tournoi non tenu     | Tournoi non tenu     | Tournoi non tenu     | NQ                    | NQ                    | NQ                    | 2T                    | NQ                    | 1T                    | NQ                 | NQ                 | 1T                 | 1T                 |                  |                  |                  |                  |                  |                  |                  |                  |                  |                  |                  |                  |                  |                  |                  |                  |                  |                  |                  |                  |                  |                  |                  |                  |                  |                |
| Open de Gibraltar                        | Tournoi non tenu     | Tournoi non tenu     | Tournoi non tenu     | Tournoi non tenu     | Tournoi non tenu     | Tournoi non tenu     | Tournoi non tenu     | Tournoi non tenu     | Tournoi non tenu      | Tournoi non tenu      | Tournoi non tenu      | Tournoi non tenu      | Tournoi non tenu      | CM                    | 3T                 | A                  | QF                 | F                  |                  |                  |                  |                  |                  |                  |                  |                  |                  |                  |                  |                  |                  |                  |                  |                  |                  |                  |                  |                  |                  |                  |                  |                  |                  |                |
| Championnat du circuit                   | Tournoi non tenu     | Tournoi non tenu     | Tournoi non tenu     | Tournoi non tenu     | Tournoi non tenu     | Tournoi non tenu     | Tournoi non tenu     | Tournoi non tenu     | Tournoi non tenu      | Tournoi non tenu      | Tournoi non tenu      | Tournoi non tenu      | Tournoi non tenu      | Tournoi non tenu      | Tournoi non tenu   | Tournoi non tenu   | NQ                 | NQ                 |                  |                  |                  |                  |                  |                  |                  |                  |                  |                  |                  |                  |                  |                  |                  |                  |                  |                  |                  |                  |                  |                  |                  |                  |                  |                |
| Championnat du monde                     | DQ                   | DQ                   | DQ                   | DQ                   | 1T                   | DQ                   | DQ                   | DQ                   | DQ                    | 2T                    | DQ                    | 1T                    | DQ                    | 1T                    | DQ                 | DQ                 | DF                 | 1T                 |                  |                  |                  |                  |                  |                  |                  |                  |                  |                  |                  |                  |                  |                  |                  |                  |                  |                  |                  |                  |                  |                  |                  |                  |                  |                |
| Tournois non classés                     |                      |                      |                      |                      |                      |                      |                      |                      |                       |                       |                       |                       |                       |                       |                    |                    |                    |                    |                  |                  |                  |                  |                  |                  |                  |                  |                  |                  |                  |                  |                  |                  |                  |                  |                  |                  |                  |                  |                  |                  |                  |                  |                  |                |
| Champion des champions                   | Tournoi non existant | Tournoi non existant | Tournoi non existant | Tournoi non existant | Tournoi non existant | Tournoi non existant | Tournoi non existant | Tournoi non existant | Tournoi non existant  | Tournoi non existant  | Tournoi non existant  | A                     | A                     | A                     | A                  | A                  | A                  | A                  | QF               |                  |                  |                  |                  |                  |                  |                  |                  |                  |                  |                  |                  |                  |                  |                  |                  |                  |                  |                  |                  |                  |                  |                  |                  |                |
| Masters                                  | A                    | A                    | DQ                   | DQ                   | DQ                   | A                    | A                    | A                    | DQ                    | DQ                    | DQ                    | A                     | A                     | A                     | A                  | A                  | A                  | DF                 |                  |                  |                  |                  |                  |                  |                  |                  |                  |                  |                  |                  |                  |                  |                  |                  |                  |                  |                  |                  |                  |                  |                  |                  |                  |                |
| Championnat de la ligue                  | Tournoi non tenu     | Tournoi non tenu     | Tournoi non tenu     | Tournoi non tenu     | Tournoi non tenu     | A                    | A                    | A                    | A                     | A                     | A                     | A                     | RR                    | RR                    | 2T                 | RR                 | RR                 | RR                 |                  |                  |                  |                  |                  |                  |                  |                  |                  |                  |                  |                  |                  |                  |                  |                  |                  |                  |                  |                  |                  |                  |                  |                  |                  |                |
| Masters de Shanghai                      | Tournoi non tenu     | Tournoi non tenu     | Tournoi non tenu     | Tournoi non tenu     | Tournoi non tenu     | Tournoi classé       | Tournoi classé       | Tournoi classé       | Tournoi classé        | Tournoi classé        | Tournoi classé        | Tournoi classé        | Tournoi classé        | Tournoi classé        | Tournoi classé     | Tournoi classé     | NQ                 | 2T                 |                  |                  |                  |                  |                  |                  |                  |                  |                  |                  |                  |                  |                  |                  |                  |                  |                  |                  |                  |                  |                  |                  |                  |                  |                  |                |
| Classique Paul Hunter                    | Tournoi non tenu     | Tournoi non tenu     | Tournoi pro-am       | Tournoi pro-am       | Tournoi pro-am       | Tournoi pro-am       | Tournoi pro-am       | Tournoi pro-am       | Tournoi classé mineur | Tournoi classé mineur | Tournoi classé mineur | Tournoi classé mineur | Tournoi classé mineur | Tournoi classé mineur | Tournoi classé     | Tournoi classé     | Tournoi classé     | QF                 |                  |                  |                  |                  |                  |                  |                  |                  |                  |                  |                  |                  |                  |                  |                  |                  |                  |                  |                  |                  |                  |                  |                  |                  |                  |                |
| Tournois alternatifs                     |                      |                      |                      |                      |                      |                      |                      |                      |                       |                       |                       |                       |                       |                       |                    |                    |                    |                    |                  |                  |                  |                  |                  |                  |                  |                  |                  |                  |                  |                  |                  |                  |                  |                  |                  |                  |                  |                  |                  |                  |                  |                  |                  |                |
| Championnat du monde à six billes rouges | Tournoi non tenu     | Tournoi non tenu     | Tournoi non tenu     | Tournoi non tenu     | Tournoi non tenu     | Tournoi non tenu     | A                    | A                    | A                     | NT                    | A                     | A                     | A                     | A                     | 1T                 | QF                 | RR                 | QF                 |                  |                  |                  |                  |                  |                  |                  |                  |                  |                  |                  |                  |                  |                  |                  |                  |                  |                  |                  |                  |                  |                  |                  |                  |                  |                |
| Anciens tournois classés                 |                      |                      |                      |                      |                      |                      |                      |                      |                       |                       |                       |                       |                       |                       |                    |                    |                    |                    |                  |                  |                  |                  |                  |                  |                  |                  |                  |                  |                  |                  |                  |                  |                  |                  |                  |                  |                  |                  |                  |                  |                  |                  |                  |                |
| Open Britannique                         | DQ                   | DQ                   | A                    | Tournoi non tenu     | Tournoi non tenu     | Tournoi non tenu     | Tournoi non tenu     | Tournoi non tenu     | Tournoi non tenu      | Tournoi non tenu      | Tournoi non tenu      | Tournoi non tenu      | Tournoi non tenu      | Tournoi non tenu      | Tournoi non tenu   | Tournoi non tenu   | Tournoi non tenu   | Tournoi non tenu   | Tournoi non tenu |                  |                  |                  |                  |                  |                  |                  |                  |                  |                  |                  |                  |                  |                  |                  |                  |                  |                  |                  |                  |                  |                  |                  |                  |                |
| Masters d'Irlande                        | DQ                   | DQ                   | A                    | NT                   | NC                   | Tournoi non tenu     | Tournoi non tenu     | Tournoi non tenu     | Tournoi non tenu      | Tournoi non tenu      | Tournoi non tenu      | Tournoi non tenu      | Tournoi non tenu      | Tournoi non tenu      | Tournoi non tenu   | Tournoi non tenu   | Tournoi non tenu   | Tournoi non tenu   | Tournoi non tenu |                  |                  |                  |                  |                  |                  |                  |                  |                  |                  |                  |                  |                  |                  |                  |                  |                  |                  |                  |                  |                  |                  |                  |                  |                |
| Trophée d'Irlande du Nord                | Tournoi non tenu     | Tournoi non tenu     | Tournoi non tenu     | NC                   | DQ                   | 1T                   | 2T                   | Tournoi non tenu     | Tournoi non tenu      | Tournoi non tenu      | Tournoi non tenu      | Tournoi non tenu      | Tournoi non tenu      | Tournoi non tenu      | Tournoi non tenu   | Tournoi non tenu   | Tournoi non tenu   | Tournoi non tenu   | Tournoi non tenu |                  |                  |                  |                  |                  |                  |                  |                  |                  |                  |                  |                  |                  |                  |                  |                  |                  |                  |                  |                  |                  |                  |                  |                  |                |
| Classique de Wuxi                        | Tournoi non tenu     | Tournoi non tenu     | Tournoi non tenu     | Tournoi non tenu     | Tournoi non tenu     | Tournoi non tenu     | Non classé           | Non classé           | Non classé            | Non classé            | DQ                    | 3T                    | 1T                    | Tournoi non tenu      | Tournoi non tenu   | Tournoi non tenu   | Tournoi non tenu   | Tournoi non tenu   | Tournoi non tenu | Tournoi non tenu | Tournoi non tenu | Tournoi non tenu | Tournoi non tenu | Tournoi non tenu | Tournoi non tenu | Tournoi non tenu | Tournoi non tenu | Tournoi non tenu | Tournoi non tenu | Tournoi non tenu | Tournoi non tenu | Tournoi non tenu | Tournoi non tenu | Tournoi non tenu | Tournoi non tenu | Tournoi non tenu | Tournoi non tenu | Tournoi non tenu | Tournoi non tenu | Tournoi non tenu | Tournoi non tenu | Tournoi non tenu | Tournoi non tenu |                |
| Open d'Australie                         | Tournoi non tenu     | Tournoi non tenu     | Tournoi non tenu     | Tournoi non tenu     | Tournoi non tenu     | Tournoi non tenu     | Tournoi non tenu     | Tournoi non tenu     | Tournoi non tenu      | 2T                    | DQ                    | DQ                    | DQ                    | DQ                    | Non tenu           | Non tenu           | Non tenu           | Non tenu           | Non tenu         | Non tenu         | Non tenu         | Non tenu         | Non tenu         | Non tenu         | Non tenu         | Non tenu         | Non tenu         | Non tenu         | Non tenu         | Non tenu         | Non tenu         | Non tenu         | Non tenu         | Non tenu         | Non tenu         | Non tenu         | Non tenu         | Non tenu         | Non tenu         | Non tenu         | Non tenu         | Non tenu         | Non tenu         | Non tenu       |
| Masters de Shanghai                      | Tournoi non tenu     | Tournoi non tenu     | Tournoi non tenu     | Tournoi non tenu     | Tournoi non tenu     | DQ                   | DQ                   | DQ                   | DQ                    | DQ                    | DQ                    | 1T                    | DQ                    | DQ                    | 2T                 | 2T                 | Non classé         | Non classé         |                  |                  |                  |                  |                  |                  |                  |                  |                  |                  |                  |                  |                  |                  |                  |                  |                  |                  |                  |                  |                  |                  |                  |                  |                  |                |
| Open d'Inde                              | Tournoi non tenu     | Tournoi non tenu     | Tournoi non tenu     | Tournoi non tenu     | Tournoi non tenu     | Tournoi non tenu     | Tournoi non tenu     | Tournoi non tenu     | Tournoi non tenu      | Tournoi non tenu      | Tournoi non tenu      | F                     | NT                    | 1T                    | DQ                 | QF                 | 1T                 | NT                 |                  |                  |                  |                  |                  |                  |                  |                  |                  |                  |                  |                  |                  |                  |                  |                  |                  |                  |                  |                  |                  |                  |                  |                  |                  |                |
| Classique Paul Hunter                    | Tournoi non tenu     | Tournoi non tenu     | Tournoi pro-am       | Tournoi pro-am       | Tournoi pro-am       | Tournoi pro-am       | Tournoi pro-am       | Tournoi pro-am       | Tournoi classé mineur | Tournoi classé mineur | Tournoi classé mineur | Tournoi classé mineur | Tournoi classé mineur | Tournoi classé mineur | 2T                 | 3T                 | A                  | NC                 |                  |                  |                  |                  |                  |                  |                  |                  |                  |                  |                  |                  |                  |                  |                  |                  |                  |                  |                  |                  |                  |                  |                  |                  |                  |                |
| Open de Chine                            | Non tenu             | Non tenu             | A                    | DQ                   | DQ                   | DQ                   | DQ                   | DQ                   | DQ                    | DQ                    | DQ                    | DQ                    | 3T                    | 3T                    | 1T                 | 2T                 | 2T                 | NT                 |                  |                  |                  |                  |                  |                  |                  |                  |                  |                  |                  |                  |                  |                  |                  |                  |                  |                  |                  |                  |                  |                  |                  |                  |                  |                |
| Anciens tournois non classés             |                      |                      |                      |                      |                      |                      |                      |                      |                       |                       |                       |                       |                       |                       |                    |                    |                    |                    |                  |                  |                  |                  |                  |                  |                  |                  |                  |                  |                  |                  |                  |                  |                  |                  |                  |                  |                  |                  |                  |                  |                  |                  |                  |                |
| Shoot-Out                                | Tournoi non tenu     | Tournoi non tenu     | Tournoi non tenu     | Tournoi non tenu     | Tournoi non tenu     | Tournoi non tenu     | Tournoi non tenu     | Tournoi non tenu     | A                     | A                     | 1T                    | 2T                    | 1T                    | 2T                    | Tournoi classé     | Tournoi classé     | Tournoi classé     | Tournoi classé     | Tournoi classé   | Tournoi classé   | Tournoi classé   | Tournoi classé   | Tournoi classé   | Tournoi classé   | Tournoi classé   | Tournoi classé   | Tournoi classé   | Tournoi classé   | Tournoi classé   | Tournoi classé   | Tournoi classé   | Tournoi classé   | Tournoi classé   | Tournoi classé   | Tournoi classé   | Tournoi classé   | Tournoi classé   | Tournoi classé   | Tournoi classé   | Tournoi classé   | Tournoi classé   | Tournoi classé   | Tournoi classé   | Tournoi classé |

| Légende | Légende                      | Légende | Légende                              | Légende | Légende                    |
| ------- | ---------------------------- | ------- | ------------------------------------ | ------- | -------------------------- |
| DQ      | Défaite en qualifications    | XT      | Défaite au tour X (RR = round robin) | QF      | Défaite en quart de finale |
| DF      | Défaite en demi-finale       | F       | Défaite en finale                    | V       | Victoire                   |
| NQ      | Pas qualifié pour le tournoi | A       | Absent du tournoi                    | F       | Retrait du tournoi         |

| NT / Non tenu      | NT / Non tenu      | NT / Non tenu      | NT / Non tenu      | Tournoi non tenu      |
| NC / Non classé    | NC / Non classé    | NC / Non classé    | NC / Non classé    | Tournoi classé        |
| C / Classé         | C / Classé         | C / Classé         | C / Classé         | Tournoi non classé    |
| CM / Classé mineur | CM / Classé mineur | CM / Classé mineur | CM / Classé mineur | Tournoi classé mineur |
| PA / Pro-am        | PA / Pro-am        | PA / Pro-am        | PA / Pro-am        | Tournoi pro-am        |

1. 1 2  Les nouveaux joueurs n'avaient pas de classement

## Palmarès
| Légende | Catégorie                        | Titres                         | Finales                        |
|         | Tournois classés                 | 1                              | 4                              |
|         | Tournois du circuit du challenge | 1                              | 0                              |
| Gras    | Tournois de la triple couronne   | Tournois de la triple couronne | Tournois de la triple couronne |

### Titres
| Saison    | Nom du tournoi                   | Lieu      | Finaliste  | Score | Tableau |
| 2001-2002 | Circuit du challenge (épreuve 4) | Prestatyn | Ryan Day   | 6-3   |         |
| 2021-2022 | Championnat de la ligue          | Leicester | Mark Allen | 3-1   | Tableau |

### Finales perdues
| Saison    | Nom du tournoi            | Lieu    | Finaliste     | Score | Tableau |
| 2015-2016 | Championnat international | Daqing  | John Higgins  | 5-10  | Tableau |
| 2018-2019 | Open mondial              | Yushan  | Mark Williams | 9-10  | Tableau |
| 2018-2019 | Masters d'Allemagne       | Berlin  | Kyren Wilson  | 7-9   | Tableau |
| 2019-2020 | Open d'Angleterre         | Crawley | Mark Selby    | 1-9   | Tableau |